# Feliks Barušić
Feliks Barušić (Kloštar Ivanić, 1864. – Slavonski Brod, 1917.), hrvatski pripovjedač i pedagog.

## Životopis
Gimnaziju je završio u Zagrebu. Na Filozofskom fakultetu studirao u Budimpešti, Beču i Zagrebu. Učiteljevao u Zlataru. Bio nastavnik u Sisku, Zagrebu i Osijeku. Bio direktor Učiteljske škole u Osijeku.
Pisac je omanjih zbirki humorističkih i satiričkih pripovijesti i crtica vezanih uz malograđanski krug. U svojoj "Popratnici" uz zbirku Za dokolicu Barušić naglašava:" Ove su pripovijesti napisane po istini i prikazuju zabavne zgode iz života različitih staleža." Opisuje razne "dosjetljive" osobe kao u pripovijetci Čovjek mora znati kako će si pomoći, u kojoj dosjetljivi Joza iskorištava finance da mu prebace žito, lakovjerne i pohlepne koji se žele obogatiti pokrećući posao o kojem malo znaju (Kako se današnji dan peradarstvo isplaćuje), goropadnoj i zloj ženi (Ovoj nema lijeka), nespretnjakoviću koji upada u nevolje zbog pića (Dva kaputa), ljubaavnim pustolovinama (Večera kod umirovljenog krvnika.
U naoko bezazlenoj pripovijetci Jedno liječenje svojim perom šiba društvenu klimu u kojoj stranci bez znanja jezika dolaze da bi "pošteno" zaradili, a ne i da bi pošteno radili.
I na kraju "Među braćom" opisuje odnose učitelja prema inspektorima, a ponešto doznajemo i o životu i navikama u tadašnjem školstvu.

## Djela
1. "Aforizmi", monografija (knjiga), (1911.)
2. "Pabirci", monografija (knjiga), (1912.)
3. "Pabirci", monografija (knjiga),(1914. i 2015.)
4. "Sretne naravi", monografija (knjiga), (1907. i 2014.)
5. "Za dokolicu", monografija (knjiga), (1905.)
6. "Iz prirode", znanstveno popularno djelo

Nekoliko aforizama iz knjige Aforizmi:
- Mnogi ljudi imaju svoju Ahilovu petu u glavi.
- Ljudi s glavom podižu vrlo često ljude – bez glave.
- Što je pokriveno smokvinim listom, to je uistinu još više otkriveno.